# Mestosoma carioca
Mestosoma carioca är en mångfotingart som först beskrevs av Christoph D. Schubart 1945.  Mestosoma carioca ingår i släktet Mestosoma och familjen orangeridubbelfotingar. Inga underarter finns listade i Catalogue of Life.